# Ѥ
Ѥ, ѥ（称呼为 е йотированное，e jotirovannoe，Iota化的Е；旧称 ѥ 或 иѥ，jeː）是一个早期西里尔字母。它本来是 І 与 Є 的连字，现在已不再使用。

## 音值
代表／jɛ／。